# Melasina anasactis
Melasina anasactis är en fjärilsart som beskrevs av Edward Meyrick 1907. Melasina anasactis ingår i släktet Melasina och familjen säckspinnare. Inga underarter finns listade i Catalogue of Life.